# Lagoa Grande, Pernambuco
Lagoa Grande là một đô thị thuộc bang Pernambuco, Brasil. Đô thị này có diện tích 1852 km², dân số năm 2007 là 22379 người, mật độ 12,08 người/km².